# Plutos beniga bekymmer
Plutos beniga bekymmer (även Pluto och hundbenet) (engelska: T-Bone for Two) är en amerikansk animerad kortfilm med Pluto från 1942.

## Handling
Pluto hittar ett köttben, men innan han hinner få tag på det har redan hunden Butch fått tag på det. Pluto försöker nu göra allt för att få tag i benet.

## Om filmen
Filmen hade svensk premiär den 13 november 1944 på biografen Spegeln i Stockholm.

## Rollista
- Pinto Colvig – Pluto[7]